# Forças Nacionais de Libertação
Forças Nacionais de Libertação (em francês:  Forces nationales de libération, FNL), anteriormente Partido para a Libertação do Povo Hutu (sigla PALIPEHUTU, o acrônimo de seu nome em francês Parti pour la libération du peuple hutu) é um partido político e antigo grupo rebelde no Burundi que combateu na Guerra Civil do Burundi como parte da etnia hutu.
O braço armado do PALIPEHUTU foram as Forças Nacionais de Libertação (FNL). A FNL é liderada por Agathon Rwasa e estima-se que possua cerca de 3.000 combatentes. Uma ala dissidente é liderada por Jean Bosco Sindayigaya.